# Pázsit (település)
Pázsit (szlovákul Pažiť) község Szlovákiában, a Trencséni kerületben, a Simonyi járásban.

## Fekvése
Simonytól 4 km-re keletre fekszik.

## Története
A régészeti leletek tanúsága szerint a község területe már a bronzkorban lakott volt. A hallstatti- és a lausitzi kultúra települése állt itt, urnás temetőiket is megtalálták. A késői bronzkorban kelta-dák település volt ezen a helyen.
A falut 1351-ben I. Lajos király adománylevelében "Pasyth" néven említik először, melyben a király a falu területét a Baracsky családnak adja. 1395-ben az elefánti pálosoké lett. 1396-ban "Pasych" néven említik. 1527-ben a nagytapolcsányi uradalomhoz tartozott. 1536-ban 8 porta után adózott. 1601-ben a Dóczyaké, majd a 17. század végén a Hunyady, Rudnay, Kubinyi és Bossányi családoké. A 19. század második felében erdeit a Thonet család szerezte meg. 1601-ben 14 ház állt a faluban, 1715-ben 8 adózója volt. 1828-ban 20 házában 123 lakos élt.
Vályi András szerint „PÁZSIT. Tót falu Bars Vármegyében, földes Ura Bossányi, és több Uraságok, lakosai külömbfélék, fekszik Nagy Ugrótztól nem meszsze, mellynek filiája, határbéli földyei jók, vagyonnyai jelesek, első osztálybéli.”
Fényes Elek szerint „Pázsit, tót falu, Bars vmegyében, Nyitra vmegye szélén, 121 kath., két evangelicus lak. F. u. többen. Ut. p. Nyitra-Zsámbokrét.”
A trianoni békeszerződésig Bars vármegye Oszlányi járásához tartozott. Lakói főként a mezőgazdaságban, később a közeli Simony üzemeiben dolgoztak.

## Népessége
| Év:            | 1994. | 2004.    | 2014.   | 2024.    |
| -------------- | ----- | -------- | ------- | -------- |
| Emberek száma: | 339   | 404      | 440     | 502      |
| Eltérés:       |       | +19,17 % | +8,91 % | +14,09 % |

| Év:            | 2023. | 2024.   |
| -------------- | ----- | ------- |
| Emberek száma: | 505   | 502     |
| Eltérés:       |       | -0,59 % |

1910-ben 164, túlnyomórészt szlovák lakosa volt.
2001-ben 393 lakosából 383 szlovák volt.
2011-ben 407 lakosából 380 szlovák.

## Nevezetességei
- Savio Szent Domonkos tiszteletére szentelt római katolikus temploma 1991-ben épült.

## Külső hivatkozások
- Hivatalos oldal
- Községinfó
- Pázsit Szlovákia térképén
- E-obce.sk Archiválva 2007. december 21-i dátummal a Wayback Machine-ben